# 462
462 (CDLXII) var ett normalår som började en måndag i den julianska kalendern.

## Händelser

### September
- 1 september – Den första bysantinska indiktionscykeln startar (möjligen detta år).

### Okänt datum
- Zeusstatyn, ett av världens sju underverk, förstörs av en brand efter att ha flyttats till Konstantinopel.
- Damingkalendern introduceras i Kina av matematikern Zu Chongzhi (425-500).

## Födda
- Muryeong, kung av det koreanska kungariket Baekje.